# Orianthi
Orianthi (* 22. Januar 1985 in Adelaide; vollständiger Name Orianthi Panagaris) ist eine australische Gitarristin griechischer Abstammung.

## Karriere
Mit sechs Jahren erlernte die Australierin das Gitarrenspiel, mit elf Jahren wechselte sie von der Akustik- zur E-Gitarre. 2003 wurde sie mit 18 Jahren von Carlos Santana entdeckt, als sie bei einem Soundcheck von Santana mitspielen durfte. Danach holte er sie sogar bei dem folgenden Auftritt auf die Bühne.
Es folgten Bühnenauftritte unter anderem mit Prince und ZZ Top, bei der Welttournee von Steve Vai 2007 gehörte sie zum Vorprogramm. Im selben Jahr unterschrieb sie bei Geffen Records und veröffentlichte ihr Debütalbum Violet Journey. Im selben Jahr trat sie als jüngste Gitarristin bei Eric Claptons Crossroads Guitar Festival auf.
Der internationale Durchbruch gelang Orianthi, die mittlerweile in die USA umgezogen war, im Jahr 2009, als sie zuerst bei der Verleihung der Grammy Awards Carrie Underwood begleitete und danach von Michael Jackson für dessen Abschiedskonzerte für die Begleitband ausgewählt wurde. Da Jackson vorher starb, kam es nicht mehr dazu; die Australierin trat aber bei der Gedenkveranstaltung auf und ist in dem Dokumentarfilm Michael Jackson’s This Is It zu sehen.
Ihre gesteigerte Popularität verhalf ihrem zweiten Album Believe sowie der Single According to You im November 2009 in den USA und Australien zum Erfolg. Im Januar 2010 brachte sie in Zusammenarbeit mit PRS Guitars ihr erstes Signature Model heraus: die Orianthi SE. 2011 ersetzte sie den Gitarristen Damon Johnson in der Band um Alice Cooper für dessen No-More-Mr.-Nice-Guy-Tournee.
Orianthi komponierte zusammen mit Cyril Niccolaï (The Fairchilds) How do you sleep. Im August 2013 trat sie mit Alice Cooper auf dem Wacken Open Air auf, im März 2014 war sie auf der Rock-meets-Classic-Tour ebenfalls dabei.
Sie spielte bis Juni 2014 bei Alice Cooper auf der Raise-the-dead-Tour. Am 22. Dezember 2014 wurde sie in die South Australian Music Hall Of Fame aufgenommen.
Von 2014 bis 2018 spielte sie in der Band von Richie Sambora und nahm mit ihm unter dem Projektnamen RSO ein Studioalbum auf.

## Privates
Orianthi war von 2014 bis 2018 mit dem 26 Jahre älteren Gitarristen Richie Sambora liiert.

## Diskografie

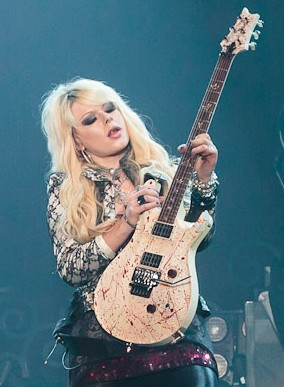
Orianthi (2014)

Alben
- Violet Journey (2007)
- Believe (2009)
- Believe II (2010)
- Fire (2011)
- Heaven in This Hell (2013)
- Best of Orianthi (2014)
- Rise (2017)
- Making History (2017)
- O (2020)
- Live from Hollywood (2022)
- Rock Candy (2022)

Singles
- According to You (2009)
- Courage (feat. Lacey, 2010)
- Shut up and Kiss me (2010)

## Filmografie
- 2009: Michael Jackson’s This is it
- 2014: Wacken 3D
- 2014: Super Duper Alice Cooper, Welcome to his Nightmare
- 2014: Alice Cooper Raise the Dead Live from Wacken